# Roberto Fernández Díaz
Roberto Fernández Díaz (l'Hospitalet de Llobregat, 1954) és un historiador català. És catedràtic d'Història Moderna de la Universitat de Lleida des de 1992, i rector de la universitat des de 2011 i fins 2019.

## Biografia
Llicenciat en Geografia i Història (Secció Historia: Història Moderna) el 1980 amb la qualificació d'Excel·lent "Cum laude". Es va doctorar el 1987 amb una tesi sobre la burgesia comercial barcelonina al segle xviii, dirigida per Josep Fontana. Des dels anys 80, ha dedicat els seus esforços investigadors a la història social i de la família en l'Espanya del segle xviii. També s'ha destacat com a biògraf de Carles III. En els últims anys, va iniciar una labor de revisió de la historiografia sobre la Catalunya sota la dinastia dels Borbó. Fruit d'aquest interès va ser la seva obra Cataluña y el absolutismo borbónico: historia y política, que va merèixer el Premio Nacional de Historia de España en 2015. Va rebre la comanda amb placa de l'Orde Civil d'Alfons X el Savi en 2019.
En l'àmbit de la gestió s'ha destacat com un dels impulsors de la recent Universitat de Lleida. Va ser director de l'Institut de Ciències de l'Educació de l'Estudi General de Lleida (1983-1985). Una vegada establerta la Universitat, va ser degà de la Facultat de Lletres (1989-1993), i director del departament d'Història de l'Art i Història Social (2000-2005). Al maig de 2011 en va ser escollit rector, en substitució de Joan Viñas, a qui ja li havia disputat el càrrec en les eleccions anteriors. Fou reelegit al maig de 2015.

## Obra
- "La burguesía barcelonesa en el siglo XVIII: la familia Gloria", en La economía española al final del Antiguo Régimen vol. II, Manufacturas, Madrid, Alianza Editorial, 1982, pp. 1–131.
- Manual de Historia de España: siglo XVIII, Madrid, Historia 16, 1993.
- Carlos III, Madrid, Arlanza, 2001.
- Cataluña y el absolutismo borbónico: historia y política, Barcelona, Crítica, 2014
- Carlos III. Un monarca reformista, Espasa, 2015
- Combate por la concordia. Cataluña en España, un futuro común, Espasa, 2021

### Com a editor/coordinador
- España en el siglo XVIII: homenaje a Pierre Vilar, Barcelona, Crítica, 1985
- Carlos Martínez Shaw, historiador modernista, Lleida, Edicions de la Universitat de Lleida, 2010.
- Historia social y literatura : Familia y burguesia en España (siglos XVIII-XIX), Lleida, Editorial Milenio, 2003.